# Pseudicius javanicus
Pseudicius javanicus är en spindelart som beskrevs av Prószynski 2006. Pseudicius javanicus ingår i släktet Pseudicius och familjen hoppspindlar. Inga underarter finns listade i Catalogue of Life.